# Cour constitutionnelle de l'Ukraine
Pour les autres articles nationaux ou selon les autres juridictions, voir Cour constitutionnelle.

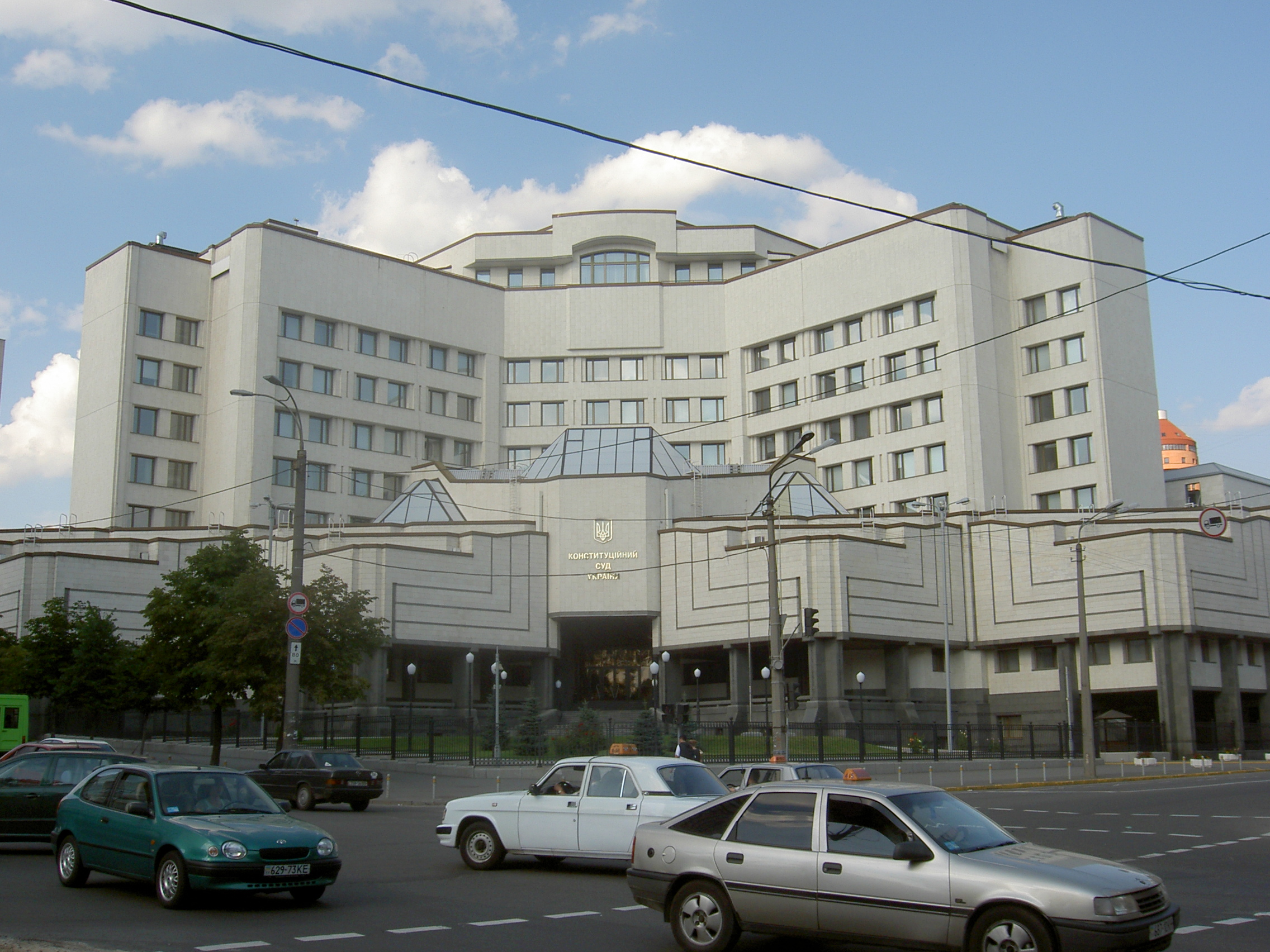
Siège de la Cour constitutionnelle de l'Ukraine à Kiev.

La Cour constitutionnelle de l'Ukraine  est la juridiction ukrainienne chargée de veiller à ce que les lois promulguées ainsi que d'autres autres actes prévus par la Constitution de l'Ukraine sont conformes à cette dernière. La cour, qui a été créée en 1996 immédiatement après l'adoption de la constitution du nouvel état, comprend dix-huit juges nommés pour un tiers par le président de l'Ukraine, pour un autre tiers par le parlement (Verkhovna Rada) et pour le tiers restant par le congrès des juges d'Ukraine. La Cour constitutionnelle comporte un président et un adjoint qui sont élus par leurs pairs. Les juges exercent leur mandat durant 9 ans.

## Présidence
- Depuis le 29 décembre 2020 : Serhiy Holovatyi[1].
- 17 septembre 2019 — 29 décembre 2020 : Oleksandr Toupytsky.
- 14 mai 2019 — 17 septembre 2019 : Natalia Chaptala[2].